# Суффиксы видеокарт ATI
Видеокарты ATI могут иметь один из множества суффиксов, добавляющийся к их названию и тем самым указывая на их уровень производительности в рамках своей линейки. Использование суффиксов было прекращено с выходом продуктов серии Radeon HD 3000, после чего последние две цифры в названии модели использовались для указания относительной производительности продукта, за исключением суффикса «X2», обозначающего двухчиповые решения, то есть такие продукты, которые обладают двумя графическими процессорами на одной печатной плате. Ниже приведен список суффиксов, используемых для предыдущих поколений продуктов, упорядоченных от наименее производительных (наверху списка) к наиболее производительным (внизу).
Не все суффиксы используются в отдельно взятых линейках карт. Данный список не относится к картам NVIDIA, он затрагивает лишь наименование карт производства ATI.

## Описание/Общие положения
Каждый суффикс предназначен для указания общего набора возможностей и ограничений, применимого к различным линейкам карт и различным графическим ядрам. Это относится к числу доступных блоков обработки данных (конвейерам), битности ширины интерфейса видеопамяти, а также тактовой частоте графического ядра и видеопамяти.
- Блоки обработки данных — это количество блоков обработки данных, также известных как «графические конвейеры»; различные суффиксы в рамках одной линейки могут подразумевать одно и то же графическое ядро, но при этом менее дорогие / менее производительные суффиксы могут иметь некоторое количество заблокированных конвейеров, неиспользуемых картой. Каждый из этих «конвейеров» традиционно включает в себя один блок растеризации, а также по одному или более блоку наложения текстур и блоку обработки пиксельных шейдеров. Однако, применительно к картам серии Radeon X1000 необходимо отметить, что «конвейера» на самом деле не существует, так что в данном случае будет подразумеваться совокупность всех совместно сгруппированных блоков обработки, считаемые по количеству блоков растеризации.
- Интерфейс памяти — данная форма интерфейса графического ядра обладает собственной видеопамятью. В качестве числа берётся количество данных в битах, которое может быть прочитано или записано в память при каждом такте памяти. Карты серии Radeon X1000 также обладают внутренней «кольцевой шиной», которая обладает удвоенной шириной по сравнению с её реальным внешним интерфейсом; в этом случае используется реальная ширина интерфейса, а не ширина кольцевой шины.
- Тактовые частоты — это тактовая частота, на которой работают графическое ядро и видеопамять, причём они необязательно должны совпадать. Более высокая тактовая частота означает, что графическое ядро и/или видеопамять могут осуществлять больше операций в секунду. Все современные видеокарты используют DDR SDRAM, которая ради достижения большей производительности функционирует на удвоенной частоте по сравнению с указанной реальной тактовой частотой. Все тактовые частоты для DDR RAM, упомянутые в данной статье, являются их эффективными «DDR-частотами», а их реальные тактовые частоты являются половиной указанных величин.
- Охлаждение. Данный чипсет известен своей высокой температурой. Крайне рекомендуется использование сторонних устройств охлаждения.

### HM (HyperMemory)
Характерной особенностью карт 'HyperMemory' является использование ими технологии HyperMemory, разработанной корпорацией ATi. Проще говоря, они довольно близки ко всем прочим бюджетным картам с суффиксами 'SE' или 'LE.'
- Блоки обработки данных: Все карты с поддержкой HyperMemory, произведенные на данный момент, используют бюджетные графические ядра, причём им доступны все блоки обработки данных. В любой серии карт с присутствием карт с поддержкой 'HyperMemory' также могут присутствовать карты 'SE' или 'LE', что с точки зрения графического ядра равно по эффективности.
- Интерфейс памяти: Согласно общему правилу, карты использующие технологию HyperMemory, сильно зависят от характеристик общесистемной оперативной памяти, и таким образом, обладают довольно узким интерфейсом для собственной видеопамяти карты; он будет являться или 64-битным или 32-битным, что зачастую ниже, чем даже у схожих карт 'SE' или 'LE'.
- Тактовые частоты: карты с поддержкой HyperMemory как правило функционируют на тактовой частоте ядра, схожей с той же частотой, на которой работают карты, использующие то же ядро и обладающие суффиксом 'LE' или 'SE', относящиеся к нижнему ценовому сегменту линейки карт. Тактовые частоты памяти могут быть еще ниже; они всегда являются наиболее низкими в рамках отдельно взятой линейки, но могут иметь схожую скорость как у карт 'LE' или 'SE'.

### SE (Special/Slow Edition)
'SE' означает нижний ценовой сегмент ('бюджетный') для карт серии Radeon; такие карты относятся к тому же сегменту, что и карты с поддержкой 'HyperMemory', несмотря на то, что карты с суффиксами 'SE', если не указано обратное, не используют технологию HyperMemory.
- Блоки обработки данных: карты с суффиксами 'SE' могут даже обладать более дорогими, относящимся к более высокому ценовому сегменту, графическими ядрами, но они всегда будут наиболее слабыми картами в линейке карт, использующих выбранное ядро, и лишь карты с суффиксами 'HyperMemory' и 'LE' находятся примерно на этом же уровне. Если данный суффикс используется в линейке, относящейся к верхнему ценовому сегменту, в которой используется ядро, обладающее более, чем четырьмя конвейерами, то половина из них будет заблокирована.
- Интерфейс памяти: В зависимости от модели, карты с суффиксами 'SE' могут обладать 64-битным, 128-битным, или в некоторых случаях и 256-битным интерфейсом. Зачастую, такие карты будут иметь наполовину урезанную (от возможной) ширину интерфейса, доступную для использования графическим ядром.
- Тактовые частоты: Тактовые частоты и ядра и видеопамяти карты с суффиксом 'SE' будут среди самых низких в линейке карт; тактовые частоты ядра зависят от того, 'LE' или 'HyperMemory' это карта, а скорость видеопамяти зависит от суффикса 'LE', но может быть выше, чем у карты с поддержкой 'HyperMemory'.

### LE (Limited/Lite Edition)
Карты с суффиксами 'LE', как и карты с суффиксами 'SE', спроектированы с самыми низкими характеристиками среди карт использующих данное графическое ядро. В состав линейки видеокарт может входить карта с суффиксом 'LE', либо карта с суффиксом 'SE', но не обе сразу; благодаря этому иногда считают, что у них схожий уровень производительности.

### GT (Gran Turismo)
Карты с суффиксами 'GT' относятся к менее производительным и дорогостоящим суффиксам, несмотря на то, что они оснащаются графическими ядрами, спроектированными для высокопроизводительного сегмента («для энтузиастов»), в результате чего получается карта, рассчитанная на массовый сегмент.
- Блоки обработки данных: карты с суффиксами 'GT' обладают графическими ядрами, относящимися к производительному уровню (рассчитанному на энтузиастов), но с некоторыми заблокированными блоками; Radeon X800GT обладал лишь 8 из возможных 16 конвейеров, тогда как Radeon X1900GT имел 12 из возможных 16 блоков обработки.
- Интерфейс памяти: все карты с суффиксами 'GT' базируются на графических ядрах, использующих 256-битный интерфейс памяти.
- Тактовые частоты: Для карт с суффиксами 'GT' скорость памяти как правило довольно высокая, приближающаяся к уровню, сравнимому с уровнем, на котором находятся более производительные карты с суффиксами 'XT'. Однако, скорость ядра в общем случае значительно ниже, как у карт, обладающих суффиксами, соответствующими массовому сегменту рынка.

### RX
Суффикс 'RX' идентичен 'GT'; компания может выпустить карту и присвоить ей суффикс 'RX' или 'GT', но никогда в продаже не существовало карт, обладающих сразу обоими суффиксами; благодаря этому, они оба могут рассматриваться как равные по производительности.

### (без суффикса)
В отличие от неявного позиционирования карты, отсутствие суффикса для большинства современных карт НЕ означает, что это модель «по умолчанию». Более того, это просто располагает карту примерно в середине линейки с точки зрения производительности и цены.
- Блоки обработки данных: В зависимости от используемого графического ядра, карта без суффикса может обладать различным числом доступных конвейеров. В некоторых высокопроизводительных линейках, таких как, например, Radeon 9800 и ранее, the Radeon X1900, наряду с линейками для массового сегмента рынка, как например Radeon X1300 или X700, карта может иметь доступными все блоки обработки в графическом ядре. В некоторых других линейках, тем не менее, как например у Radeon X800, карта имеет урезанный набор доступных конвейеров; в случае с X800, доступно лишь 12 из 16 конвейеров графического ядра.
- Интерфейс памяти: Интерфейс памяти карт серии Radeon без суффикса зависит от используемого графического ядра. Он может быть 64-битным, 128-битным или 256-битным. Такие карты всегда получают максимально доступную битность интерфейса, поддерживаемую используемым графическим ядром.
- Тактовые частоты: Тактовые частоты карт без суффиксов зависят от серии; в более старых сериях, как например, Radeon 7200 и Radeon 8500, это была максимальная частота доступная для карты своей линейки. С вводом суффикса 'Pro' отсутствие суффикса обычно указывает на пониженную тактовую частоту для графического ядра и видеопамяти, по сравнению с картами, обладающих суффиксом 'Pro'.

### GTO
Нечто похожее на суффикс 'GT'. Карты с суффиксом 'GTO' обладают графическим ядром, предназначенным для производительного сегмента (для энтузиастов), с урезанными характеристиками, в результате чего получается менее производительная / менее дорогая карта.
- Блоки обработки данных: карты с суффиксами 'GTO' имеют ¾ доступных в графическом ядре конвейеров; остальные заблокированы. В моделях с суффиксами 'GTO', существующие на данный момент, это было 12 доступных конвейеров с еще 4 заблокированными.
- Интерфейс памяти: Все существующие карты с суффиксами 'GTO' основаны на графических ядрах для производительного сегмента (для энтузиастов) и используют полный 256-битный интерфейс.
- Тактовые частоты: Тактовые частоты для графического ядра и видеопамяти весьма высоки; они, как правило, совпадают с частотами у карт с суффиксами 'XL'.

### Pro
При первоначальном использовании с такими картами, как например, Radeon 9000pro и 9700pro, суффикс 'Pro' указывал наиболее производительный сегмент карт серии Radeon. Однако, с представлением в 2004 году карт Radeon 9600XT и 9800XT, он стал означать менее производительный и менее дорогостоящий по сравнению с суффиксами производительного сегмента (для энтузиастов).
- Блоки обработки данных: В менее производительных картах, обладающих этим суффиксом, доступны все конвейеры графического ядра. В графических ядрах, которые могут иметь до 16 конвейеров, карты с суффиксом 'Pro' обладают лишь 12 доступными конвейерами; остальные 4 блокируются. В серии Radeon x1650 для X1650pro доступны 4 конвейера, по сравнению с 8 для X1650XT, так как обе карты используют различные ядра.
- Интерфейс памяти: В зависимости от используемого графического ядра карты с суффиксами 'Pro' могут иметь 128-битный или 256-битный интерфейс; это равно максимальному размеру, которым обладает ядро.
- Тактовые частоты: Тактовые частоты и ядра и памяти карт с суффиксами 'pro' значительно выше, чем у большинства остальных карт. Однако, на протяжении нескольких прошлых лет, он перекрывался суффиксом XT и производными от него.

### XL
Суффикс 'XL' указывает на производительную карту (предназначенную для энтузиастов), но находящуюся в двух и более шагах от верхнего края линейки.
- Блоки обработки данных: 'XL' — самый низкий суффикс, который всегда обладает всеми потенциально доступными конвейерами графического ядра. Radeon 9800XL имел 8 конвейеров, а X800XL и X1800XL — по 16 конвейеров каждый.
- Интерфейс памяти: все карты с суффиксом 'XL' используют графические ядра с полным 256-битным интерфейсом памяти.
- Тактовые частоты: По всем характеристикам, кроме тактовой частоты, карты с суффиксами 'XL' весьма схожи со своими аналогами с суффиксами 'XT'. Однако, они работают на существенно более низких частотах. Обе карты X800XL и X1800XL обладают тактовой частотой памяти в 1000 МГц. Тактовые частоты их ядер равны 400 МГц и 500 МГц, соответственно; карты со сниженными тактовыми частотами более чем на 100 МГц можно найти в соответствующих им линейкам.

### XT (eXTreme)
Суффикс 'XT' обозначает наиболее производительную карту видеокарт Radeon; выше него лишь суффиксы 'XT PE' и 'XTX', причём оба произведены от него же.
- Блоки обработки данных: Карты с этим суффиксом обладают значительным числом доступных блоков обработки, как правило это все имеющиеся в графическом ядре. Число может меняться в зависимости от ядра; карты, подобные Radeon 9550XT и X1300XT, обладают 4 конвейерами, что меньше, чем у любой карты с суффиксом 'XT', карты, подобные Radeon 9800XT и X700XT имеют 8 конвейеров, а карты, подобные Radeon X800XT и X1800XT обладают наибольшим числом в 16 конвейеров.
- Интерфейс памяти: Карты с суффиксом 'XT' обладают наибольшим интерфейсом памяти, доступным для данной линейки; это 128-битный интерфейс для карт, нацеленных на массовый сегмент рынка, как например, Radeon X1300XT или X1650XT, или 256-битный интерфейс для карт, использующих графические ядра для энтузиастов / производительного сегмента рынка, как например, Radeon 9800XT или X1800XT.
- Тактовые частоты: Тактовые частоты как памяти, так и ядра карты с суффиксом 'XT' устанавливаются весьма высокими. В тех линейках, где они представлены, для карт суффиксами 'XT PE' и 'XTX' устанавливаются скорости еще выше, но эта разница невелика.

### XT PE (eXTreme Platinum Edition)
Суффикс 'XT PE' присваивается картам, использующим самые дорогостоящие и производительные графические ядра ATi. В более новых картах он был замещен новым суффиксом 'XTX'.
- Блоки обработки данных: Карты с данным суффиксом обладают большим числом доступных блоков обработки, все, которыми обладает графическое ядро. На сегодняшний день это примерно равно 16 «конвейерам».
- Интерфейс памяти: На сегодняшний день все карты с данным суффиксом обладают 256-битным интерфейсом памяти.
- Тактовые частоты: Для любых карт, обладающих суффиксом 'XT PE', тактовая частота графического ядра устанавливает на очень высоком уровне; она варьируется от 520 МГц для Radeon X800XT PE до 700 МГц для Radeon X1800XT PE. Что касается памяти, то её скорость находится среди наибольших скоростей, доступных на момент выхода видеокарты.

### XTX
Суффикс 'XTX' присваивается лишь картам, использующим самые дорогостоящие и производительные графические ядра ATi. Он заменил устаревший суффикс 'XT PE'.
- Блоки обработки данных: Карты с данным суффиксом обладают большим числом доступных блоков обработки, все, которыми обладает графическое ядро. На сегодняшний день это примерно равно 16 «конвейерам.»
- Интерфейс памяти: На сегодняшний день все карты с данным суффиксом обладают 256-битным интерфейсом памяти.
- Тактовые частоты: Для обоих линеек карт, обладающих суффиксом 'XTX', ядро функционирует на частоте 650 МГц. Видеопамять функционирует на наиболее высокой частоте, чем большинство остальных (если не все) карт, доступных на момент представления; видеопамять у Radeon X1900 XTX разогнана до 1550 МГц, что выше чем у всех остальных, кроме GeForce 7800GTX 512 и GeForce 7900 GTX, на момент его выпуска. Radeon X1950 XTX — первая видеокарта, использующая память GDDR4, единственной картой также обладающей памятью GDDR4 является ATI Radeon HD 2600 XT. Видеопамять карты Radeon X1950 XTX функционирует на частоте 2000 МГц, что сравнимо лишь с таковой у NVIDIA GeForce 8600 GTS и уступает ATI Radeon HD 2600 XT и NVIDIA GeForce 8800 Ultra.